# Lepidopsetta bilineata
Lepidopsetta bilineata ist ein Plattfisch aus der Familie der Schollen, welcher die Meeresböden der Küsten des Pazifiks von der Baja California über Alaska und den Aleuten bis zu den südöstlichen Teilen der Beringsee bewohnt. In Deutschland begegnet man dieser Art oft in der Gestalt von tiefgekühlten Fischspeisen, die als aus Pazifischer Scholle bestehend vermarktet werden.

## Taxonomie und Nomenklatur
Vor dem Jahr 2000 wurden Lepidopsetta polyxystra und Lepidopsetta bilineata als eine einzige Art der Gattung Lepidopsetta angesehen, doch die Forscher Orr & Matarese publizierten im Jahr 2000 eine Neuaufteilung der Gattung in drei unterschiedliche Arten.
Aufgrund dieser Reklassifikation sollte bei der Verwendung des englischen Trivialnamens "Rock sole" zwischen einer "′Southern′ rock sole" (L. bilineata) und einer "′Northern′ rock sole" (L. polyxystra) unterschieden werden.

## Beschreibung
Die Art hat, wie fast alle Schollen, ihre Augen auf der rechten Körperseite. Die Körperoberfläche schwankt in der Färbung zwischen Grau und Oliv sowie Dunkelbraun und Schwarz, ist mehr oder weniger stark marmoriert und weist gelegentlich gelbe oder rote Flecken auf. Die Unterseite ist hell.
Die Rücken- und Afterflossen zeigen dunkle Flecken oder Streifen, in Schwanznähe können die Flossen gelblich sein. Die Schwanzflosse ist konvex - abgerundet oder grob V-förmig. Der Fisch hat ein kleines Maul mit fleischigen Lippen, in dem die Zähne deutlicher auf der Unterseite ausgebildet sind.

## Rolle im Ökosystem
L. bilineata besetzt eine mittlere Position im Nahrungsnetz ihrer Biotope.

### Ernährung
Die Art ernährt sich hauptsächlich von benthischen tierischen Organismen wie Weichtieren, Krebstieren, Schlangensternen, Würmern und auch anderen Fischen.

### Fressfeinde
Marine Säugetiere und andere Fische, wie Haie, Pazifischer Pollack, Pazifische Kliesche, Pazifischer Heilbutt und der Pazifische Kabeljau sind Fressfeinde für Lepidopsetta bilineata.

## Vermehrung
Die Tiere erreichen die Laichreife im Alter zwischen 4 und 7 Jahren. Gelaicht wird im Winter und Vorfrühling. Der Laich haftet am Boden am Ort der Ablage, der Larvenschlupf erfolgt nach 6 bis 25 Tagen.

## Kommerzielle Bedeutung
Die Art wird kommerziell befischt und bildet einen wichtigen Teil der Fänge der Schleppnetzfischerei in der Beringsee und dem Golf von Alaska. Die Bestände waren in den 1960er Jahren überfischt, haben sich seitdem aber erholt. Im Jahr 2008 betrug die geschätzte Bestandsmasse von Lepidopsetta bilineata im Golf von Alaska 161 617 Tonnen. Zuvor wurden aus diesem Bestand 1468 Tonnen im Jahr 2004 und 4260 Tonnen im Jahr 2007 entnommen. 
In Alaska werden die mengenmäßig größten Anteile des weltweiten Fangs dieses Fisches angelandet, 2008 waren es mehr als 52 000 Tonnen.

## Belege
1. 1 2 3  Ed. Ranier Froese and Daniel Pauly: Lepidopsetta bilineata. In: Fishbase. 15. Juli 2009, abgerufen am 22. Januar 2016.
2. ↑  James W. Orr, Matarese, Ann C.: Revision of the genus Lepidopsetta Gill, 1862 (Teleostei: Pleuronectidae) based on larval and adult morphology, with a description of a new species from the North Pacific Ocean and Bering Sea. In: Fishery Bulletin. 98. Jahrgang, Nr. 3, Juli 2000, S. 539–82 (noaa.gov [PDF; abgerufen am 22. Januar 2016]).
3. 1 2 3 4  Rock sole. In: FishWatch. National Marine Fisheries Service, 22. Januar 2016, archiviert vom Original am 3. April 2008; abgerufen am 18. November 2009.
4. ↑  Rock sole. Oregon Department of Fish and Wildlife, archiviert vom Original am 4. November 2011; abgerufen am 22. Januar 2016.